# Hypopachus
Hypopachus é um gênero de anfíbios da família Microhylidae.

## Taxonomia
As seguintes espécies são reconhecidas:
- Hypopachus barberi Schmidt, 1939
- Hypopachus pictiventris (Cope, 1886)
- Hypopachus usta (Cope, 1866)
- Hypopachus variolosus (Cope, 1866)

Inclui usta e pictiventris que eram classificados no gênero Gastrophryne.